# Рыжегрудка
Рыжегрудка (лат. Pyrrholaemus brunneus) — птица из семейства шипоклювковых. Эндемик Австралии.

## Распространение
Встречается только в аридных и полуаридных регионах Австралии: Западная Австралия (в том числе Большая Песчаная пустыня и Пустыня Гибсона), Северная территория (восток и юг), Южная Австралия, Квинсленд (юго-запад) и Новый Южный Уэльс (запад).

## Описание
Естественные среды обитания этого вида — засушливые заросли и кустарники срезиземноморского типа. Включены в Красную книгу МСОП. Охраняются в штате Виктория (Flora and Fauna Guarantee Act, 1988).